# András Bartay
András Bartay, né le 7 avril 1799 à Széplak en Hongrie et mort le 4 octobre 1854 à Mayence en Allemagne, est un compositeur hongrois.

## Biographie
Né à Széplak le 7 avril 1799, András Bartay commence sa carrière comme fonctionnaire tout en recueillant des chants traditionnels hongrois et en s'intéressant à la musique.
En 1829, il prend la direction de la première académie de chant de Pest.
En 1834, il publie l'un des premiers recueils de chants traditionnels hongrois ainsi qu'un livre sur la théorie musicale : Magyar Apollo.
Il est patriote militant et participe à la lutte pour l'indépendance de la Hongrie en 1848. Après la défaite, il émigre en France puis en Allemagne.
Son fils, Ede Bartay, est aussi un collecteur de chansons traditionnelles hongroises.

## Œuvres
Il compose notamment trois opéras :
- Aurelia, oder Das Weib am Konradstein (Pest, 16 décembre 1837)
- Csel (« La Ruse » ; Pest, 29 avril 1839)
- A magyarok Nápolyban (« Les Hongrois à Naples » ; jamais représenté)

## Sources
- Nicolas Slonimsky, Alain Paris et Marie-Stella Paris, Dictionnaire biographique des musiciens, R. Laffont, 1995 (ISBN 2-221-06510-7, 978-2-221-06510-5 et 2-221-06787-8, OCLC 33096600, lire en ligne)